# Брайтенбрунн-ам-Нойзидлер-Зе
Брайтенбрунн-ам-Нойзидлер-Зе (нем. Breitenbrunn am Neusiedler See, венг. Fertőszéleskút) — ярмарочная коммуна (нем. Marktgemeinde) в Австрии, в федеральной земле Бургенланд.
Входит в состав округа Айзенштадт. Площадь общины составляет 25,75 км², население — 1883 человека (1 января 2021), плотность населения — 73 чел./км². Официальный код — 10301.

## География
Коммуна находится в северном Бургенланде в 23 километрах от Айзенштадта, на северо-западном побережье озера Нойзидлерзее и восточном склоне Лейтских гор.
Соседние коммуны:
- Винден-ам-Зее
- Пурбах-ам-Нойзидлер-Зе
- Кайзерштайнбрух

## История
Территория коммуны была заселена уже в каменном веке, в районе виноградников Хайденберга (Haidenberg) были обнаружены остатки построек времён Римской империи.
Первое упоминание об этой местности встречается в Уставе 1257 года под названием Прайттенбрун (Praittenbrunn). Центр поселения изначально находился между современными улицами Хайденгассе (Haydengasse) и Кирхенгассе (Kirchengasse). В документе капитула Дьёра 1262 года поселение упоминается как Прайтунпрун «Praytunprun in capite Ferhew» и указывается что владельцами этих земель являются графы Луцманнсбурга. Венгерское название впервые зафиксировано письменно в 1332 году как Зилускут «Praytunbpron in vulgari hungarico Zyluskuth». В более поздних источниках появляются варианты Селешкут, Фертёселешкут. С 1569 года территория коммуны входила в состав церковных земель Форхтенштайна, а с 1622 года стала собственностью Эстерхази. Регион дважды подвергался вторжению войск Османской империи в 1529 и 1683 годах, во время последнего из них в шанце возле Брайтенбруна 500 австрийских воинов пали при сопротивлении турецкой армии, после чего турки вторглись в поселение, убили или увели в плен множество жителей, а сам Брайтенбрун затем сожгли. Старейшая метрическая запись датируется 1668 годом. Статус ярмарочной коммуны и порядок проведения ярмарок утверждены в 1689 году и сохраняются до сих пор. Из-за того, что дома в Брайтенбруне состояли из дерева, соломы и прочих огнеопасных материалов, поселение в период между 1597 и 1748 годом четырежды полностью сгорало.
Андраш Вайи (Vályi András) в 1796 году писал: «СЕЛЕШКУТ — немецкое ярмарочное поселение Брайтенбрун в вармедье Шопрон, владение рода Эстерхази, населённое католиками, у побережья озера Фертё (Нойзидлер-Зе), находящееся на пути в Пожонь (Братиславу); выращивается преимущественно пшеница, кукуруза, ячмень, делаются хорошие вина».
Начиная с 1898 года в связи с политикой мадьяризации правительства в Будапеште использовалось венгерское название коммуны Fertőszéleskút (Фертёселешкут).

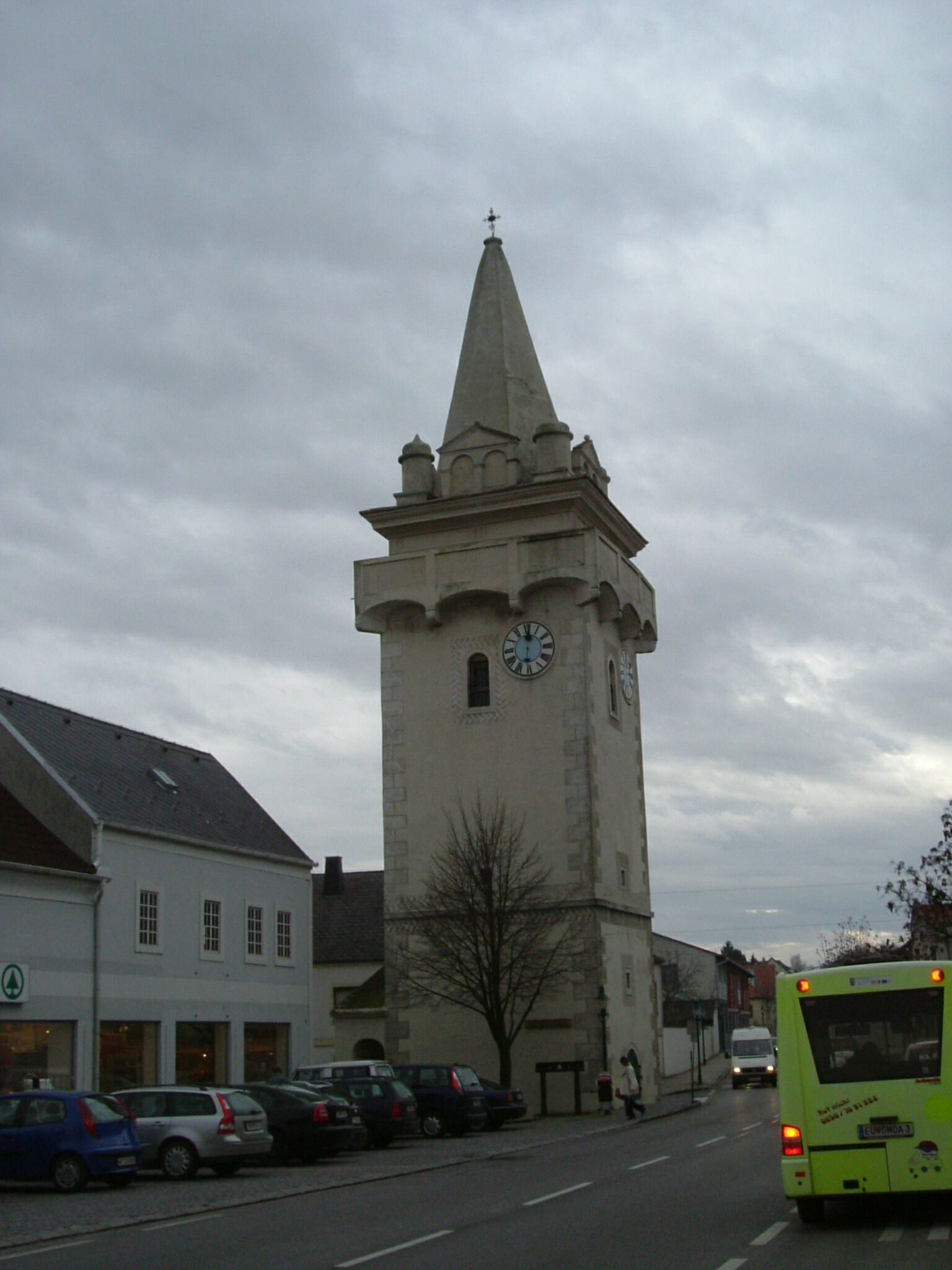
Турецкая башня

В 1910 году 1230 человек немецкого большинства Брайтенбруна являлось частью крупного национального меньшинства Венгрии, которой принадлежала эта местность, как и весь Бургенланд (Дойч-Вестунгарн), до 1920/21 годов. После окончания Первой мировой войны после жёстких переговоров согласно Сен-Жерменскому и Трианонскому договорам Австрия получила в 1919 году Дойч-Вестунгарн. Местность является с 1921 года частью земли Бургенланд.
В 2010 году, в соответствии с решением земельных властей, к официальному названию Breitenbrunn было добавлено am Neusiedler See (-на-Нойзидлерзее), для обозначения географической принадлежности к Нойзидлерзее, а также для избежания путаницы с одноимёнными населёнными пунктами.
Название произошло от находящегося и по сей день на главной площади Брайтенбруна минерального источника с питьевой водой, но используемого ранее в основном для стирки. Позже он потерял своё значение и в 1960-х годах был засыпан. Спустя двадцать лет по инициативе ассоциации по туризму и благоустройству Брайтенбруна было принято решение раскопать источник и в 1987 году на его месте был открыт новый фонтан из песчаника работы Фридриха Опферку (Friedrich Opferkuh), скульптора из Маннерсдорф-ам-Лайтагебирге.

## Население
| Год  | Численность |
| ---- | ----------- |
| 1869 | 1364        |
| 1889 | 1338        |
| 1890 | 1372        |
| 1900 | 1343        |
| 1910 | 1230        |
| 1923 | 1242        |
| 1934 | 1310        |
| 1939 | 1321        |
| 1951 | 1230        |
| 1961 | 1211        |
| 1971 | 1321        |
| 1981 | 1395        |
| 1991 | 1570        |
| 2001 | 1702        |
| 2011 | 1902        |
| 2021 | 1883        |

## Политическая ситуация
Бургомистр коммуны — Йозеф Трёллингер (СДПА) по результатам выборов 2007 года.
Совет представителей коммуны (нем. Gemeinderat) состоит из 21 места.

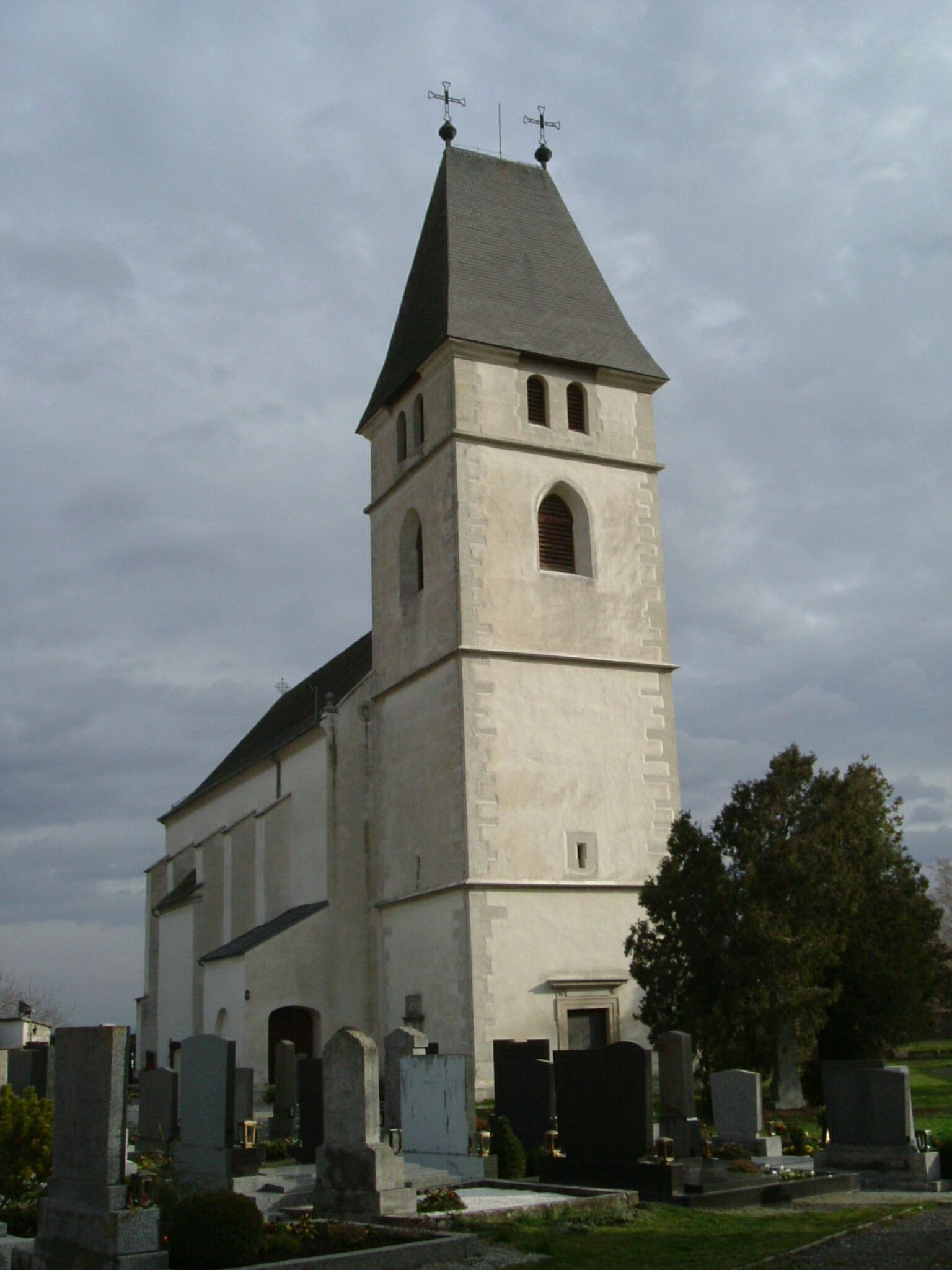
Церковь Св. Кунигунды

- СДПА занимает 11 мест.
- АНП занимает 6 мест.
- местный список: 3 места.
- Зелёные занимают 1 место.

## Герб

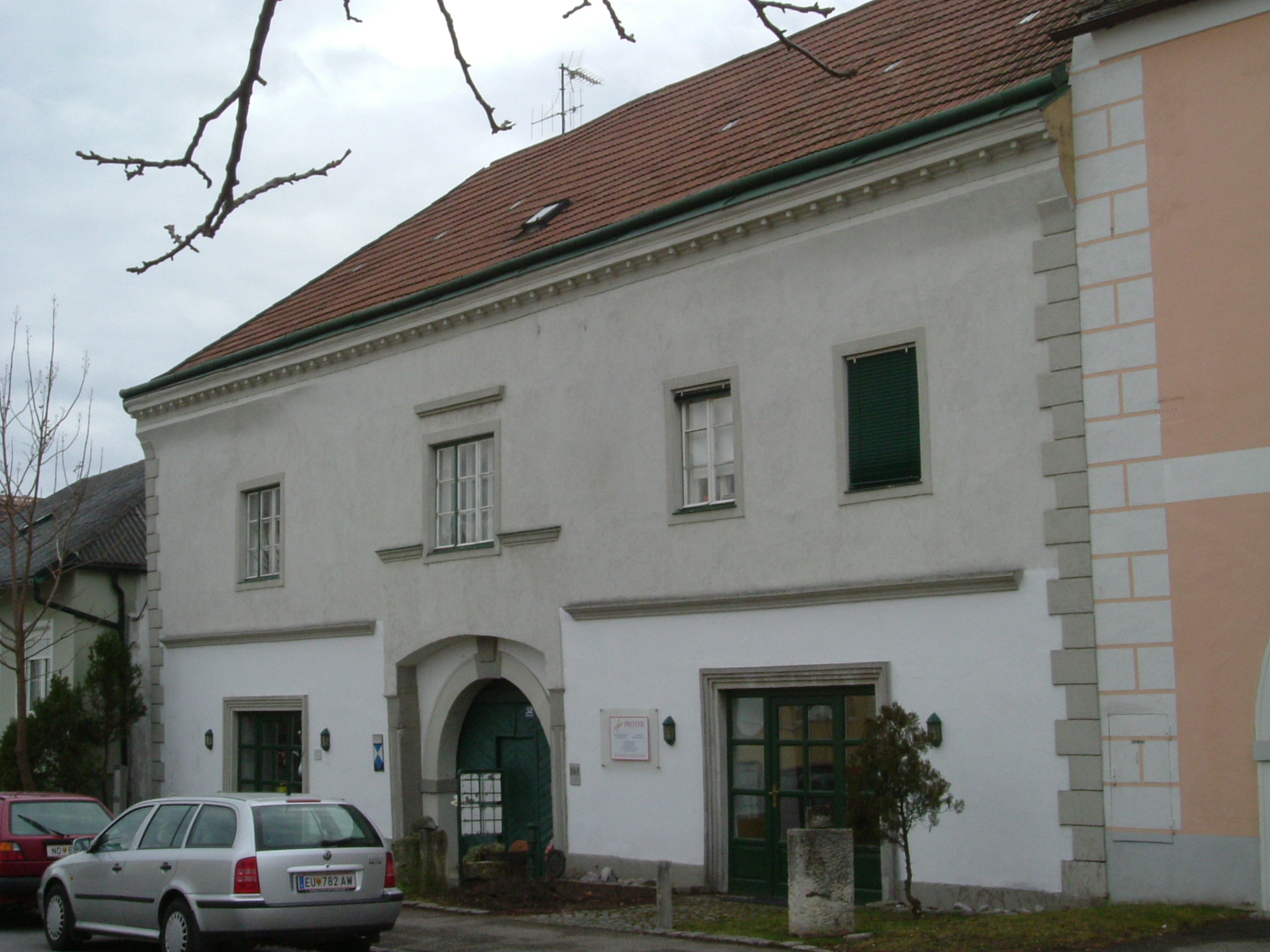
Старый дом

Описание: на красном фоне золотая башня, стоящая на песке
Герб был присвоен в 1951 году. В центре герба изображена так называемая турецкая башня — главный ориентир Брайтенбруна, построенный во времена войны с Османской империей. Помимо этого башня символизирует рыночную справедливость.

## Туризм и достопримечательности
Находясь в непосредственной близости от Нойзидлерзее Брайтенбрун является очень популярным местом отдыха. Также туристов привлекает расположенная в центре поселения защитная («турецкая») башня Брайтенбруна, построенная во второй половине XVII века. С 32-метровой башни можно было свободно обозревать окрестные равнины и своевременно предупреждать о появлении врага звоном колоколов. На башне сохранилась эмблема Святой Короны и старейшие часы в Бургенланде. У основания башни была тюрьма, в которой ныне находится музей. Рядом с башней находится здание ресторана в котором в 1619 году останавливался князь Трансильвании Габор Бетлен во время похода на Вену.
Немалый интерес вызывает римско-католическая церковь Св. Кунигунды, построенная в 1675 году на месте немецкой часовни XIII века. Церковь дважды серьёзно пострадала во время военных действий против турок в 1683 и 1737 годах. В 1785 году в храме был установлен орган, а в 1802 году построен барочный алтарь.

Брайтенбрун и окрестности на карте 1873 года

В районе границы с Винден-ам-Зе сохранились остатки оборонительных валов, созданных в XVII веке для защиты от турок.
Коммуна находится на территории Национально-культурного парка Нойзидлер-Зе-Лайтагебирге.

## Известные люди
- Винценц Бёрёкц (Vinzenz Böröcz) — политик и издатель
- Готфрид Кумпф (Gottfried Kumpf) — художник
- Петер Нёвер (Peter Noever) — коммерческий директор Музея прикладных искусств в Вене
- Кристиан Треппо (Christian Treppo) — клавишник в группе Ja, Panik